# Hetényi-Heidelberg Albert
Hetényi-Heidelberg Albert, Heidelberg, Hetényi, Hetényi-Heidlberg, született Heidlberg (Bécs, 1875. április 18. – Budapest, 1951. július 5.) magyar karmester, zeneszerző, műfordító.

## Élete
Édesapja Heidlberg Salamon, édesanyja Popper Sarolta volt, izraelitaként született, később áttért az evangélikus vallásra. Iskoláit Bécsben végezte, majd 1899-ben Budapestre költözött. A Zeneművészeti Főiskolára járt, ahol Koessler János volt tanára, később korrepetitorként működött a Népszínháznál. A legelső fővárosi kabarénak ő volt a dalszerzője és karmestere, később a Nagy Endre-féle kabaré, majd a Fővárosi Orfeum sanzon-szerzője és karmestereként dolgozott. Zenei vezetője volt a Ferenczy, az Intim Kabarénak, a Kis Komédiának, a Fővárosi Kabarénak, a Palace Kabarénak, a Művész Színpadnak, a Pesti Kabarénak, a Nagykomédiának, illetve a Bethlen téri Színpadnak. Kabarédalai népszerűek voltak és számuk kb. ezret tesz ki. Ady Endre és más magyar költők versét is megzenésítette, ezek mellett pedig műfordítói tevékenysége is jelentős volt, Ady verseit és magyar népdalokat fordított németre. 1912. május 24-én Budapesten, a Terézvárosban házasságot kötött Heidel Erzsébet Hedvig Zelmával, Heidel Mihály és Langendorff Karolina lányával. Fiuk Hetényi Ernő költő, műfordító, orientalista, buddhológus, Heidel Ernő Albert Lajos néven született 1912. február 13-án, Hetényi-Heidlberg Albert és Heidel Erzsébet házasságkötését megelőzően. Ernőt 1928-ban kormányzói rendelkezéssel törvényesítették. Az 1930-as években rádiózással foglalkozott, a Hetényi–Buday Dénes–Sebő Miklós triót vezette.
Ő szerezte az Iza néni című Székely István által rendezett film zenéjét.

## Művei

### Operettek
- Tom Pick – operett (1904) Varieté Színház (Városliget)
- A vigadó özvegy – operett (1907)
- Aira (1910) – operett, Kőváry Gyulával, 1 felv., Fővárosi Cabaret
- Heine halála (1912) – dalciklus, Faragó Jenővel
- A tökfilkó (1916) – operett, Lovászy Károllyal, Apolló Cabaret
- Szerelem a fronton – operett, Erdősi Dezsővel – 1918. március 18., Intim Kabaré
- Három piros rózsa – daljáték, Erdősi Dezsővel – 1918. május 24. Intim Kabaré
- Utolsó szimfónia – 1919. – operett
- A csodapók- operett, Harmath Imrével – 1919. december 10. Fővárosi Kabaré
- Romantika – operett, Kalmár Pállal – 1920. november 1., Intim Kabaré
- Lencsi – operett, Urai Dezsővel – 1920. március 15., Intim Kabaré
- Le a férfiakkal! – operett, Endrey Jenővel – 1921. április 25., Intim Kabaré
- Pesti kávéház – vígopera, két felvonásban, Harmath Imrével – 1923. január 15., Palace Kabaré
- Felemás (1924) – operett, Zágon Istvánnal, 1 felv., Apolló Cabaret
- Magyar kékmadár – zenés daljáték, négy részben, Harmath Imrével – 1924. március 13. Pesti Kabaré

1. Az udvari kereskedők
2. Velencei gondolás
3. Csárdajelenet
4. Plastikon

- Tabáni harangszó – operett, Innocent Ernővel – 1927. XI. 1. Komédia Orfeum
- Szerelmes levél – kisopera, Innocent Ernővel – 1927. XI. 1., Komédia Orfeum
- Csikágó (alcím: Ott ahol a 46-os kocsi megáll) – operett, 2 felvonásban, Kellér Dezsővel – 1929. XII. 7., Bethlen téri Színpad
- Fehér rózsa – operett, Kellér Dezsővel – 1930. I. 18.. Bethlen téri Színpad
- Mákvirág – operett, Kellér Dezsővel – 1930. III. 5., Bethlen téri Színpad
- Csörgősipka – operett, Kellér Dezsővel – 1930. VIII. 29., Bethlen téri Színpad
- Nézd meg a lányát – énekes bohózat, Kellér Dezsővel és Korcsmáros Nándorral – 1930. VIII. 29., Bethlen téri Színpad
- Velencei énekesek – daljáték, Innocent Ernővel – 1930., Bethlen téri Színpad
- Schneider Fáni – zenés vígjáték, Vadnai Lászlóval – 1930. X. 7., Bethlen téri Színpad
- Hawai – miniatűr daljáték, Innocent Ernővel – 1930. XI. 7., Bethlen téri Színpad
- Drei Herzen im 2/4 Takt – vidám operett, 2 részben, Mihályi Istvánnal – 1930. XI. 7., Bethlen téri Színpad
- Ámor a műteremben – operett, Mihályi Istvánnal – (1 felvonásos) 1930. XII. 10., Bethlen téri Színpad
- Nyári estén furulyaszó – operett, Kellér Dezsővel – 1931. I. 16., Bethlen téri Színpad
- A menyasszonyi kép – miniatűr daljáték, Innocent Ernővel – 1931. II. 14., Bethlen téri Színpad
- Borúra derű – daljáték, 1931. III. 14., Bethlen téri Színpad
- Kozákok – daljáték, Ivan Wukoffal – 1931. IV. 11., Bethlen téri Színpad
- Gezeresz Egyiptomban – operett 2 részben, Korcsmáros Nándorral és Innocent Ernővel – 1931. VIII. 28., Bethlen téri Színpad
- A mozi csillaga – operett, Kellér Dezsővel – 1935. VII. 12., Pavilon Kabaré

### Zenés jelenetek, bohózatok
- Inkognitóban – énekes bohózat, Török Rezsővel – 1920. március 15., Intim Kabaré
- Szenesnek áll a világ – blüett, Harmath Imrével – 1919. november 13., Fővárosi Kabaré
- Cercile be paliseau – blüett, Harmath Imrével – 1923. február 15., Faun Kabaré
- Borjuraguza hercege – blüett, Harmath Imrével – 1923. február 15. Faun Kabaré
- Csöbörből vödörbe – énekes bohózat, Korcsmáros Nándorral és Lóránth Lászlóval – 1931. X. 30., Bethlen téri Színpad[6]